# ドナウ級
ドナウ級（）は、アメリカのSFテレビドラマ『スタートレック』シリーズに登場する宇宙艦隊保有の宇宙船のクラス名の一つである。主に『スタートレック:ディープ・スペース・ナイン』（DS9）に登場する。クラス名は英語読みの「ダニューブ級」とされることもある。

## 概要
ドナウ級は短距離移動用の大型シャトルクラフトの艦級で、一般にランナバウト(Runabout)と呼ばれる。宇宙艦に搭載されている小型ワープ艇シャトルクラフトと、オーベルト級やノヴァ級、ディファイアント級などの小型宇宙艦の中間に位置する。シャトルと異なり、それぞれに固有のレジストリナンバーが振られている。全長は20m。
外見上は通常のシャトルを大型化させたもので、船内が狭い第2級シャトル等とは対照的に、高いワープ能力と快適な居住区を有している。恒星間をまたぐ長距離航行には向かないが、数十人の人員や物資の短距離輸送、偵察など、シャトルではパワー不足、小型宇宙艦を出すのは大げさといったディープ・スペース・ナイン（DS9）のような宇宙基地のクルーの移動手段として最適なサイズの艦となっている。U.S.S.エンタープライズDでも使用されているシーンがあるが、広いシャトルベイを持つ大型艦では常備されているものなのか、近隣の宇宙基地から借用したものなのかは不明(TNG151話「時空歪曲地帯」)。
船体前部は操縦席、船体後部セクションは交換可能なモジュールユニットであり、任務の種類に応じて科学ラボ、センサーステーション、パワー発生器、居住区、格納庫などを交換して利用する。
武装はタイプVIフェイザー。必要に応じてはミランダ級にみられるようなアーチ状の構造物（マイクロ光子魚雷搭載の武装プラットフォーム）を取りつけることができる。
『スタートレック:ディープ・スペース・ナイン』では、第2シーズンまでは多様な任務に頻繁に用いられているところを見ることができるが、ディープ・スペース・ナインにU.S.S.ディファイアントが配備された第3シーズン以降では、簡単な任務での使用がほとんどとなっている。
船名はすべて地球の河川名に基づいている。デザインを手がけたのはリック・スターンバックとジム・マーティン。

## ドナウ級宇宙船一覧
U.S.S.ヴォルガ（U.S.S.Volga、NCC-73196）
船名はヴォルガ川から。2372年、ケイコ・オブライエンによるトラッドVの植生調査に用いられた（DS9「クワーク、絶体絶命」（Body Parts））。
U.S.S.オリノコ（U.S.S.Orinoco、NCC-72905）
船名はオリノコ川から。喪失したU.S.S.ヨウスコウの代わりとしてDS9に配備された。初出はDS9「帰ってきた英雄 パート3」（The Siege）。2372年、カーデシアの分離主義者グループ「真実の道」（The True Way）によって破壊された（DS9「ドクター・ノア」（Our Man Bashir））。
U.S.S.ガンジス（U.S.S.Ganges、NCC-72454）
船名はガンジス川から。2370年、タラニの巡洋艦によって破壊された（DS9「最終兵器解体の陰謀」（Armageddon Game））。
U.S.S.ガンダ（U.S.S.Gander、登録番号不明）
船名はカナダのガンダ川（en:Gander River）から。2375年、ゴラリス星系でジェムハダーの攻撃を受けて大破喪失（DS9「彷徨う心」（Penumbra））。
U.S.S.シェナンドー（U.S.S.Shenandoah、NCC-73024）
船名はアメリカのシェナンドー川から。2374年、ジェイク・シスコとノーグによってフェレンギのグランド・ネーガスであるゼクへ惑星連邦の外交文書を届けるのに使用された。その任務中にジェムハダーの攻撃を受け、破壊される寸前のところでU.S.S.ヴァリアント（ディファイアント級）に乗員は救助されたが、シェナンドーがどうなったかは不明（DS9「過信」（Valiant））。
U.S.S.ドナウ（U.S.S.Danube、NX-72003→NCC-72003）
船名はドナウ川から。ドナウ級の一番艦。2368年にユートピア・プラニシア造船所で建造された。
U.S.S.メコン（U.S.S.Mekong、NCC-72617）
船名はメコン川から。喪失したU.S.S.ガンジスの代わりとしてDS9に配備された。初出はDS9「オブライエンの孤立」（Whispers）。2371年、ロミュラン/カーデシア連合軍による創設者の母星への攻撃中に、オマリオン星雲で破壊された（DS9「姿なき連合艦隊（後編）」（The Die Is Cast））。
U.S.S.ヨウスコウ（U.S.S.Yangtzee Kiang、NCC-72453）
船名は揚子江（長江）から。2369年、ガンマ宇宙域の衛星で大破（DS9「戦慄のガンマ宇宙域」（Battle Lines））。
U.S.S.ユーコン（U.S.S.Yukon、NCC-74602）
船名はユーコン川から。2373年、ジュリアン・ベシアに扮した創設者に奪われたが、U.S.S.ディファイアントが牽制し自爆（DS9「敗れざる者（後編）」（By Inferno's Light））。
U.S.S.リオ・グランデ（U.S.S.Rio Grande、NCC-72452）
船名はリオ・グランデ川から。2369年にDS9に配備された、『スタートレック:ディープ・スペース・ナイン』中で唯一全シーズンを破壊されずに残ったドナウ級の船である。ベンジャミン・シスコとジャッジア・ダックスによって、ベイジョー・ワームホール発見に使用された（DS9「聖なる神殿の謎」（Emissary））。
U.S.S.ルビコン（U.S.S.Rubicon、NCC-72936）
船名はルビコン川から。2371年、喪失したU.S.S.メコンの代わりとしてDS9に配備された（DS9「クワークの母」（Family　Business））。2374年、亜空間圧縮現象の調査に使用された（DS9「ルビコンの奇跡」（One Little Ship））。